# Anomalie magnetică
În geofizică, anomalia magnetică reprezintă abaterea elementelor câmpului magnetic terestru de la valorile existente în regiunile înconjurătoare.
Se datorează concentrărilor de roci magnetice, una dintre cele mai cunoscute fiind anomalia magnetică Kursk.
Pe hărțile de specialitate, regiunile cu anomalii magnetice sunt marcate cu linii continue și prin note indicând anomalia.